# 2019-es Junior Eurovíziós Dalfesztivál
A 2019-es Junior Eurovíziós Dalfesztivál volt a tizenhetedik Junior Eurovíziós Dalfesztivál, melyet Lengyelországban rendeztek meg. A pontos helyszín a Gliwice Arena volt. A versenyre 2019. november 24-én került sor. Az Eurovíziós Dalfesztivállal ellenben itt nem az előző évi győztes rendez automatikusan, hanem pályázni kell a rendezés jogára, de az előző év győztese előnyt élvez a rendezési jog megszerzésében. A 2018-as Junior Eurovíziós Dalfesztivál a lengyel Roksana Węgiel győzelmével zárult, aki az Anyone I Want to Be című dalát adta elő Minszkben.
19 ország erősítette meg a részvételét a dalfesztiválra, beleértve Spanyolországot, mely tizenkét kihagyott év után tért vissza. Azerbajdzsán és Izrael azonban visszalépett a versenytől.

## A helyszín és a verseny
Előzetesen több ország is jelezte, hogy otthont adna a rendezvénynek, többek között az előző év győztese, Lengyelország. Pontos helyszínt ekkor még nem jelöltek meg, de kijelentették, hogy a főváros, Varsó megfelelő aréna hiányában nem esélyes a rendezésre, azonban további nagyvárosok, mint Gdańsk, Katowice, Krakkó vagy Łódź igen. Kazahsztán is kifejezte érdeklődését mint lehetséges rendező ország, emellett terveik szerint a versenyt a megszokottnál korábban, októberben tartanák meg, a főváros, Asztana időjárási viszonyaira hivatkozva. A 2011-es Junior Eurovíziós Dalfesztivál házigazdája, Örményország szintén bejelentette, hogy másodjára is vállalnák a házigazda ország feladatait. Oroszország sem jelölt meg konkrét várost pályázatában, viszont Szocsi érdeklődését fejezte ki mint lehetséges rendező város. 2018. november 24-én azonban kiderült, hogy az orosz állami műsorsugárzó végül nem nyújtott be pályázatot a rendezési jog megszerzésére, ahogy Ukrajna sem.
Végül 2018. december 10-én vált hivatalossá, hogy a házigazda ország a verseny történetében először Lengyelország, az előző év győztese lesz. Ez volt a hatodik alkalom, hogy az előző évi győztes ország rendezte a következő dalversenyt. 2019. január 17-én Noel Curran, az EBU főigazgatója a TVP Info interjújában megerősítette, hogy a verseny Krakkóban kerül megrendezésre. Másnap a TVP nyilatkozatot adott ki arról, hogy a várost még nem választották ki. Végül március 6-án vált hivatalossá, hogy a 2019-es versenynek Gliwice ad otthont, azonban a város neve mellett Szilézia régió nevét is feltüntették. A pontos helyszín a 17 178 fő befogadására alkalmas Gliwice Arena volt.
2019. május 13-án mutatták be a hivatalos logót és szlogent: a logó egy élénk színű papírsárkányt ábrázol, amely szimbolizálja a szabadságot, a fényt és a megosztott örömteli pillanatokat, míg a szlogen a Share The Joy, vagyis Oszd meg az örömöt lett.
| Lengyelország Gdańsk Gliwice Katowice Krakkó Łódź Szczecin Toruń Varsó |

Kulcsok:

 †   Rendező város
 ‡   Pályázó városok
     Nem megfelelő helyszínek
| Város      | Intézmény           | Kapacitás | Megjegyzés                                            |
| ---------- | ------------------- | --------- | ----------------------------------------------------- |
| Gdańsk ‡   | Ergo Arena          | 15 000    | —                                                     |
| Gliwice †  | Arena Gliwice       | 17 178    | A verseny hivatalos helyszíne.                        |
| Katowice ‡ | Spodek              | 11 500    | —                                                     |
| Krakkó ‡   | Tauron Arena Kraków | 20 400    | —                                                     |
| Łódź ‡     | Atlas Arena         | 13 800    | —                                                     |
| Szczecin ‡ | Arena Szczecin      | 7 027     | —                                                     |
| Toruń ‡    | Arena Toruń         | 9 250     | —                                                     |
| Varsó      | —                   | —         | A városnak nem volt megfelelő helyszíne a rendezésre. |

### Műsorvezetők
A dalfesztivál műsorvezetőit 2019. augusztus 22-én jelentették be Ida Nowakowska, Aleksander Sikora és az előző év győztese, Roksana Węgiel személyében. 2009 és 2018 után ez volt a harmadik alkalom, hogy három házigazdája volt a műsornak. Szintén harmadjára fordult elő, hogy egy előző évi versenyző is műsorvezetőként tért vissza, korábban Lizi Pop 2017-ben és Helena Meraaj 2018-ban látta el ugyanezt a feladatot.

## A résztvevők
A versenyt szervező Európai Műsorsugárzók Uniója 2019. július 18-án jelentette be, hogy tizenkilenc ország vesz részt a 2019-es Junior Eurovíziós Dalfesztiválon. Új ország ezúttal nem csatlakozott a mezőnyhöz, azonban tizenkét kihagyott év után visszatért Spanyolország. Két ország, Azerbajdzsán, mely eredetileg jelezte részvételi szándékát, később azonban visszavonta azt, valamint Izrael visszalépett.

## A versenyt megelőző időszak

### Megnyitó ünnepség
A dalfesztivál megnyitó ünnepségének házigazdáját 2019. szeptember 24-én jelentették be Mateusz Szymkowiak, a 2018-as és 2019-es Eurovíziós Dalfesztivál lengyel pontbejelentője személyében. A megnyitóra 2019. november 18-án került sor a Sziléziai vajdaság székhelyén, Katowicében.

### Trófea
A dalfesztivál trófeáját a svéd Kosta Boda üvegvállalatban dolgozó Kjell Engman tervezte. A trófea jelenlegi dizájnját a 2017-es versenyen használták először. A trófea formája, hasonlóan az Eurovíziós Dalfesztiválhoz, egy üvegből készült mikrofon, mely belül és a felső részén színekkel van körülvéve, szimbolizálva a hanghullámokat.

### Nemzeti válogatók
A versenyre nevező 19 ország közül 8 belső kiválasztással, 7 nemzeti döntővel, 4 pedig nemzeti döntő és belső kiválasztás együttes használatával választotta ki versenyzőjét.
Az indulók közül Albánia, Fehéroroszország, Grúzia, Hollandia, Írország, Málta, Oroszország, Örményország, Ukrajna és Wales apróbb változtatásokkal ugyanazt azt a nemzeti döntőt rendezte meg, mint az előző évben.
A rendező országban, Lengyelországban egy év kihagyás után ismét nemzeti döntő került megrendezésre: a Szansa na Sukces hét év kihagyás után tért vissza a képernyőre.
A többi ország közül Ausztrália, Észak-Macedónia, Franciaország, Kazahsztán, Olaszország, Portugália, Spanyolország és Szerbia a teljes belső kiválasztás mellett döntött.
| Ország           | Választás módszere                           | Válogató / Bemutató műsor                    | Közvetítő csatorna           | Kiválasztás / Bemutatás dátuma | Kiválasztás / Bemutatás dátuma |
| Ország           | Választás módszere                           | Válogató / Bemutató műsor                    | Közvetítő csatorna           | Előadó                         | Dal                            |
| ---------------- | -------------------------------------------- | -------------------------------------------- | ---------------------------- | ------------------------------ | ------------------------------ |
| Albánia          | nemzeti döntő                                | Junior Fest                                  | RTSH                         | 2019. szeptember 29.           | 2019. szeptember 29.           |
| Ausztrália       | belső kiválasztás                            | Nem rendeztek válogatóműsort                 | Nem rendeztek válogatóműsort | 2019. szeptember 2.            | 2019. október 6.               |
| Észak-Macedónia  | belső kiválasztás                            | Nem rendeztek válogatóműsort                 | Nem rendeztek válogatóműsort | 2019. július 9.                | 2019. október 15.              |
| Fehéroroszország | nemzeti döntő                                | Nem volt külön elnevezése a válogatóműsornak | Belarusz-1, Belarusz-24      | 2019. szeptember 20.           | 2019. szeptember 20.           |
| Franciaország    | belső kiválasztás                            | Nem rendeztek válogatóműsort                 | Nem rendeztek válogatóműsort | 2019. október 11.              | 2019. október 11.              |
| Grúzia           | előadó: nemzeti döntő dal: belső kiválasztás | Ranina                                       | 1TV                          | 2019. május 26.                | 2019. október 7.               |
| Hollandia        | nemzeti döntő                                | Junior Songfestival                          | AVROTROS                     | 2019. szeptember 28.           | 2019. szeptember 28.           |
| Írország         | előadó: nemzeti döntő dal: belső kiválasztás | Junior Eurovision Éire                       | TG4                          | 2019. október 6.               | 2019. október 6.               |
| Kazahsztán       | belső kiválasztás                            | Nem rendeztek válogatóműsort                 | Nem rendeztek válogatóműsort | 2019. július 29.               | 2019. október 10.              |
| Lengyelország    | nemzeti döntő                                | Szansa na sukces                             | TVP                          | 2019. szeptember 29.           | 2019. szeptember 29.           |
| Málta            | előadó: nemzeti döntő dal: belső kiválasztás | Malta Junior Eurovision Song Contest         | PBS                          | 2019. augusztus 20.            | 2019. október 12.              |
| Olaszország      | belső kiválasztás                            | Nem rendeztek válogatóműsort                 | Nem rendeztek válogatóműsort | 2019. október 9.               | 2019. október 9.               |
| Oroszország      | nemzeti döntő                                | Akademija Eurovision                         | Karuszel                     | 2019. szeptember 24.           | 2019. szeptember 24.           |
| Örményország     | nemzeti döntő                                | Depi Mankakan Evrateszil                     | Armenia 1                    | 2019. szeptember 15.           | 2019. szeptember 15.           |
| Portugália       | belső kiválasztás                            | Nem rendeztek válogatóműsort                 | Nem rendeztek válogatóműsort | 2019. szeptember 26.           | 2019. október 10.              |
| Spanyolország    | belső kiválasztás                            | A partir de Hoy                              | La 1                         | 2019. július 24.               | 2019. október 4.               |
| Szerbia          | belső kiválasztás                            | Nem rendeztek válogatóműsort                 | Nem rendeztek válogatóműsort | 2019. szeptember 16.           | 2019. október 8.               |
| Ukrajna          | nemzeti döntő                                | Nem volt külön elnevezése a válogatóműsornak | UA:Persij                    | 2019. augusztus 19.            | 2019. augusztus 19.            |
| Wales            | előadó: nemzeti döntő dal: belső kiválasztás | Chwilio am Seren                             | S4C                          | 2019. szeptember 24.           | 2019. szeptember 19.           |

### Próbák és sajtótájékoztatók
A próbák november 19-én kezdődtek a verseny helyszínén. Első körben minden ország elpróbálhatta a produkcióját többször is egymás után, valamint még színpadra lépés előtt a színfalak mögött beállították az énekesek mikrofonjait és fülmonitorjait. A színpadi próba után a delegációk a videószobába vonultak, ahol megnézhették, hogy a rendező csatorna hogyan képzeli el a produkció lefilmezését. Ezután az előadók egy sajtótájékoztatón vettek részt, ahol egy műsorvezetővel beszélgettek a versenyről, a produkcióról, a próbákról, valamint a sajtó akkreditált tagjai is tehettek fel kérdéseket a delegációk tagjainak. A próbák és a sajtótájékoztatók egyszerre zajlottak: míg az egyik ország sajtótájékoztatót tartott, addig a következő ország már próbált az arénában. Ebben az évben azonban az legelső próbák zárt ajtók mögött zajlottak le november 19-én, kedden és november 20-án, szerdán. Az első próbák időpontjairól a TVP nem közölt információkat.
A kezdési időpontok helyi idő szerint vannak feltüntetve. (UTC+01:00)
| Dátum                       | Ország           | Próba       |
| --------------------------- | ---------------- | ----------- |
| 2019. november 19. (kedd)   | Málta            | 10:00–10:40 |
| 2019. november 19. (kedd)   | Kazahsztán       | 10:40–11:20 |
| 2019. november 19. (kedd)   | Olaszország      | 11:20–12:00 |
| 2019. november 19. (kedd)   | Írország         | 12:00–12:40 |
| 2019. november 19. (kedd)   | Grúzia           | 13:40–14:20 |
| 2019. november 19. (kedd)   | Franciaország    | 14:20–15:00 |
| 2019. november 19. (kedd)   | Fehéroroszország | 15:00–15:40 |
| 2019. november 19. (kedd)   | Ausztrália       | 15:40–16:20 |
| 2019. november 19. (kedd)   | Örményország     | 16:20–17:00 |
| 2019. november 19. (kedd)   | Albánia          | 17:00–17:40 |
| 2019. november 20. (szerda) | Ukrajna          | 10:00–10:40 |
| 2019. november 20. (szerda) | Hollandia        | 10:40–11:20 |
| 2019. november 20. (szerda) | Spanyolország    | 11:20–12:00 |
| 2019. november 20. (szerda) | Szerbia          | 12:00–12:40 |
| 2019. november 20. (szerda) | Wales            | 13:40–14:20 |
| 2019. november 20. (szerda) | Oroszország      | 14:20–15:00 |
| 2019. november 20. (szerda) | Portugália       | 16:00–16:40 |
| 2019. november 20. (szerda) | Lengyelország    | 16:40–17:20 |
| 2019. november 20. (szerda) | Észak-Macedónia  | 17:20–18:00 |

| Dátum                          | Ország           | Próba       |
| ------------------------------ | ---------------- | ----------- |
| 2019. november 21. (csütörtök) | Albánia          | 10:00–10:30 |
| 2019. november 21. (csütörtök) | Örményország     | 10:30–11:00 |
| 2019. november 21. (csütörtök) | Ausztrália       | 11:00–11:30 |
| 2019. november 21. (csütörtök) | Fehéroroszország | 11:30–12:00 |
| 2019. november 21. (csütörtök) | Franciaország    | 13:00–13:30 |
| 2019. november 21. (csütörtök) | Grúzia           | 13:30–14:00 |
| 2019. november 21. (csütörtök) | Írország         | 14:00–14:30 |
| 2019. november 21. (csütörtök) | Olaszország      | 14:30–15:00 |
| 2019. november 21. (csütörtök) | Kazahsztán       | 15:00–15:30 |
| 2019. november 21. (csütörtök) | Málta            | 15:30–16:00 |
| 2019. november 22. (péntek)    | Észak-Macedónia  | 10:00–10:30 |
| 2019. november 22. (péntek)    | Lengyelország    | 10:30–11:00 |
| 2019. november 22. (péntek)    | Portugália       | 11:00–11:30 |
| 2019. november 22. (péntek)    | Oroszország      | 11:30–12:00 |
| 2019. november 22. (péntek)    | Wales            | 13:00–13:30 |
| 2019. november 22. (péntek)    | Szerbia          | 13:30–14:00 |
| 2019. november 22. (péntek)    | Spanyolország    | 14:00–14:30 |
| 2019. november 22. (péntek)    | Hollandia        | 14:30–15:00 |
| 2019. november 22. (péntek)    | Ukrajna          | 15:00–15:30 |

| Forduló                 | Dátum                        | Kezdés | Vége  |
| ----------------------- | ---------------------------- | ------ | ----- |
| 1. főpróba              | 2019. november 23., szombat  | 10:00  | 12:30 |
| 2. főpróba – zsűri show | 2019. november 23., szombat  | 16:00  | 18:30 |
| Élő közvetítés          | 2019. november 24., vasárnap | 16:00  | 18:30 |

## A szavazás
Az eredményeket az egyes részt vevő országok öttagú (három felnőtt és két gyermek alkotta) zsűrije és az online szavazás eredményei határozták meg. Az online szavazás első szakasza 2019. november 22-én kezdődött, és november 24-én 15:59-kor zárult. Az online szavazás második szakasza az élő adás alatt, az utolsó produkció elhangzása utáni tizenöt percben zajlott. Az online szavazásra a produkciók összefoglaló videójának megtekintése után volt lehetőség, a nézők legalább három és legfeljebb öt országra szavazhattak, beleértve a saját országukat is, emellett a világ bármely országából, részvételtől függetlenül lehetőség volt a szavazásra.
A pontok számát a kapott szavazatok százalékos aránya határozta meg. Az online szavazás a végeredmény 50%-át, míg a másik 50%-át a szakmai zsűri pontjai adták.
A szakmai zsűri szavazását Kazahsztán versenyzője nyerte, míg az online szavazás győztese Lengyelország lett, összesítésben pedig Lengyelország második győzelmét aratta. A verseny történetében először fordult elő, hogy egy ország sorozatban másodjára nyert, valamint hogy a házigazda ország versenyzője diadalmaskodott. A győztes dal rekordmennyiségű 278 pontot gyűjtött össze, szintén rekordmennyiségű 51 ponttal megelőzve a második helyezett Kazahsztánt. A harmadik helyen a visszatérő Spanyolország végzett, mely így az eddigi összes részvétele során a legjobb ötben zárta a versenyt. Az utolsó helyen 2005 után másodszor Málta versenyzője zárt.

## Verseny

### Meghívott előadók
Az élő adás során az előző évi győztes és az idei verseny házigazdája, Roksana Węgiel előadta az előző év győztes dalát. Emellett a másik női műsorvezető, Ida Nowakowska egy táncos produkciót mutatott be balett-táncosok közreműködésében. A verseny hivatalos főcímdalát, melyet az ország 2018-as eurovíziós indulója, Gromee szerzett, a tizenkilenc részt vevő ország versenyzője közös produkcióban adta elő.

## Döntő
| #  | Ország           | Nyelv           | Előadó                                 | Dal                             | Magyar fordítás           | Helyezés | Pontszám |
| -- | ---------------- | --------------- | -------------------------------------- | ------------------------------- | ------------------------- | -------- | -------- |
| 01 | Ausztrália       | angol           | Jordan Anthony                         | We Will Rise                    | Fel fogunk emelkedni      | 8.       | 121      |
| 02 | Franciaország    | francia[a]      | Carla                                  | Bim bam toi                     | Bim-bam te                | 5.       | 169      |
| 03 | Oroszország      | orosz, angol    | Tatyana Mezhentseva & Denberel Oorzhak | A Time for Us                   | A mi időnk                | 13.      | 72       |
| 04 | Észak-Macedónia  | macedón, angol  | Mila Moskov                            | Fire                            | Tűz                       | 6.       | 150      |
| 05 | Spanyolország    | spanyol         | Melani García                          | Marte                           | Mars                      | 3.       | 212      |
| 06 | Grúzia           | grúz, angol     | Giorgi Rostiashvili                    | We Need Love                    | Szükségünk van szeretetre | 14.      | 69       |
| 07 | Fehéroroszország | orosz, angol    | Liza Misnikova                         | Pepelny (Ashen)                 | Hamuszürke                | 11.      | 92       |
| 08 | Málta            | angol, máltai   | Eliana Gomez Blanco                    | We Are More                     | Többen vagyunk            | 19.      | 29       |
| 09 | Wales            | walesi          | Erin Mai                               | Calon yn Curo                   | Szívverés                 | 18.      | 35       |
| 10 | Kazahsztán       | kazak, angol    | Erjan Maksım                           | Armanyńnan qalma                | Ne pazarold az álmaidat   | 2.       | 227      |
| 11 | Lengyelország    | lengyel, angol  | Viki Gabor                             | Superhero                       | Szuperhős                 | 1.       | 278      |
| 12 | Írország         | ír              | Anna Kearney                           | Banshee                         | —[b]                      | 12.      | 73       |
| 13 | Ukrajna          | ukrán, angol    | Sophia Ivanko                          | The Spirit of Music             | A zene lelke              | 15.      | 59       |
| 14 | Hollandia        | holland, angol  | Matheu                                 | Dans met jou                    | Veled táncolni            | 4.       | 186      |
| 15 | Örményország     | örmény, angol   | Karina Ignatyan                        | Colours of Your Dream           | Álmod színei              | 9.       | 115      |
| 16 | Portugália       | portugál, angol | Joana Almeida                          | Vem comigo                      | Gyere velem               | 16.      | 43       |
| 17 | Olaszország      | olasz, angol    | Marta Viola                            | La voce della Terra             | A Föld hangja             | 7.       | 129      |
| 18 | Albánia          | albán           | Isea Çili                              | Mikja ime fëmijëri              | Gyermekkori barátom       | 17.      | 36       |
| 19 | Szerbia          | szerb, angol    | Darija Vračević                        | Podigni glas (Raise Your Voice) | Emeld fel a hangod        | 10.      | 109      |

1.↑ a: A dal tartalmaz egy kifejezést angol nyelven.
2.↑ b: Az ír legendák szerint a banshee egy női szellem, akinek a sikolya figyelmeztet az adott családtag halálára.

## Ponttáblázat

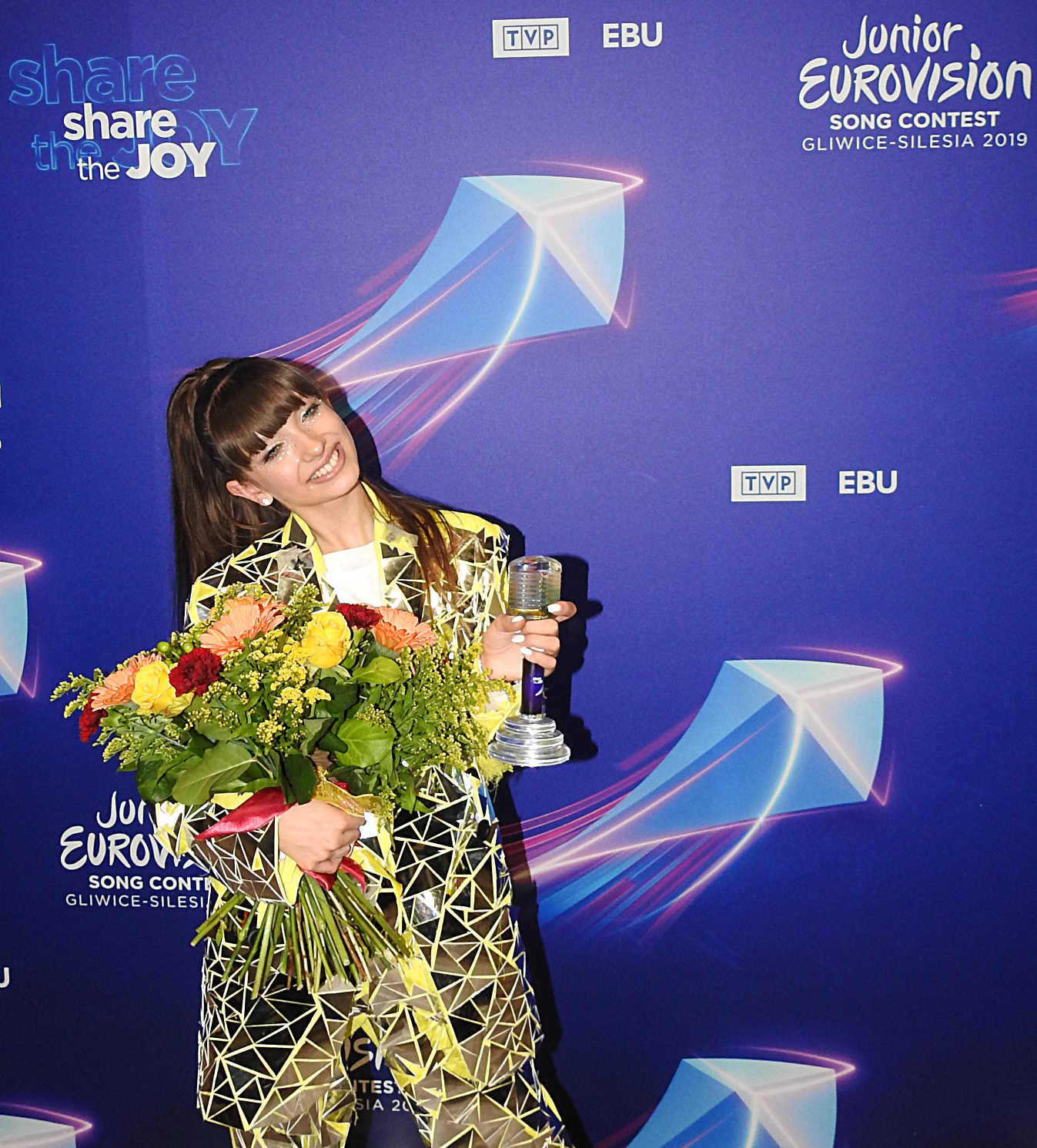
A verseny győztese, a lengyel Viki Gabor.

| Ország           | Össz. | Nézők | Zsűrik     | Zsűrik        | Zsűrik      | Zsűrik          | Zsűrik        | Zsűrik | Zsűrik           | Zsűrik | Zsűrik | Zsűrik     | Zsűrik        | Zsűrik   | Zsűrik  | Zsűrik    | Zsűrik       | Zsűrik     | Zsűrik      | Zsűrik  | Zsűrik  |
| Ország           | Össz. | Nézők | Ausztrália | Franciaország | Oroszország | Észak-Macedónia | Spanyolország | Grúzia | Fehéroroszország | Málta  | Wales  | Kazahsztán | Lengyelország | Írország | Ukrajna | Hollandia | Örményország | Portugália | Olaszország | Albánia | Szerbia |
| ---------------- | ----- | ----- | ---------- | ------------- | ----------- | --------------- | ------------- | ------ | ---------------- | ------ | ------ | ---------- | ------------- | -------- | ------- | --------- | ------------ | ---------- | ----------- | ------- | ------- |
| Ausztrália       | 121   | 39    |            |               | 12          |                 | 1             | 8      | 4                | 8      |        | 8          | 10            | 1        | 10      | 6         | 5            |            | 2           |         | 7       |
| Franciaország    | 169   | 84    | 10         |               |             | 1               | 5             |        | 6                | 6      | 10     | 2          | 1             | 5        |         | 10        | 1            | 7          | 8           | 5       | 8       |
| Oroszország      | 72    | 57    |            |               |             |                 |               |        |                  |        |        | 3          |               |          |         |           | 10           | 2          |             |         |         |
| Észak-Macedónia  | 150   | 50    | 4          | 1             | 7           |                 | 2             | 10     | 5                | 12     | 2      |            | 7             | 10       | 7       | 7         | 3            | 10         | 4           | 7       | 2       |
| Spanyolország    | 212   | 104   | 1          | 8             |             | 10              |               |        | 7                | 4      | 7      | 7          | 8             | 8        | 6       | 5         |              | 8          | 12          | 12      | 5       |
| Grúzia           | 69    | 32    | 5          |               |             | 3               |               |        |                  | 1      | 8      |            | 5             |          |         |           | 8            |            |             | 3       | 4       |
| Fehéroroszország | 92    | 48    | 6          | 3             |             |                 | 6             |        |                  | 3      |        |            | 2             | 7        |         | 1         | 6            |            | 10          |         |         |
| Málta            | 29    | 27    |            |               |             |                 |               |        |                  |        | 1      |            |               |          |         |           |              |            |             |         | 1       |
| Wales            | 35    | 26    |            |               |             |                 |               | 3      |                  |        |        |            |               |          |         |           |              |            | 6           |         |         |
| Kazahsztán       | 227   | 79    | 7          | 2             | 8           | 5               | 8             | 12     | 12               | 7      | 12     |            | 12            |          | 12      | 12        | 4            | 6          | 7           | 8       | 12      |
| Lengyelország    | 278   | 166   |            | 10            | 1           | 7               | 12            | 4      | 10               | 10     | 6      | 12         |               | 4        | 8       | 8         |              | 5          | 3           | 2       | 10      |
| Írország         | 73    | 34    |            | 4             | 6           | 2               | 3             |        |                  |        | 5      | 10         |               |          | 3       | 2         |              | 3          | 1           |         |         |
| Ukrajna          | 59    | 31    | 3          |               |             |                 |               |        | 8                |        |        | 6          |               |          |         |           | 7            |            |             | 1       | 3       |
| Hollandia        | 186   | 81    | 12         | 12            | 4           | 4               | 10            | 5      |                  | 5      |        |            | 6             | 6        | 2       |           | 12           | 12         | 5           | 10      |         |
| Örményország     | 115   | 45    | 8          | 5             | 10          | 6               | 7             | 7      | 3                | 2      |        | 5          | 3             |          | 4       |           |              | 4          |             | 6       |         |
| Portugália       | 43    | 43    |            |               |             |                 |               |        |                  |        |        |            |               |          |         |           |              |            |             |         |         |
| Olaszország      | 129   | 64    | 2          | 7             | 2           | 8               |               | 6      | 2                |        | 3      | 1          | 4             | 12       | 5       | 4         | 2            | 1          |             |         | 6       |
| Albánia          | 36    | 29    |            |               | 5           |                 |               | 2      |                  |        |        |            |               |          |         |           |              |            |             |         |         |
| Szerbia          | 109   | 63    |            | 6             | 3           | 12              | 4             | 1      | 1                |        | 4      | 4          |               | 3        | 1       | 3         |              |            |             | 4       |         |

## 12 pontos országok
Az alábbi országok kaptak 12 pontot a versenyen:
| Darab | Jutalmazott ország | Szavazó ország                                                              |
| ----- | ------------------ | --------------------------------------------------------------------------- |
| 7     | Kazahsztán         | Fehéroroszország, Grúzia, Hollandia, Lengyelország, Szerbia, Ukrajna, Wales |
| 4     | Hollandia          | Ausztrália, Franciaország, Örményország, Portugália                         |
| 2     | Lengyelország      | Kazahsztán, Spanyolország                                                   |
| 2     | Spanyolország      | Albánia, Olaszország                                                        |
| 1     | Ausztrália         | Oroszország                                                                 |
| 1     | Észak-Macedónia    | Málta                                                                       |
| 1     | Olaszország        | Írország                                                                    |
| 1     | Szerbia            | Észak-Macedónia                                                             |

## Zsűri és nézői szavazás külön
| Helyezés | Zsűri szavazatok | Zsűri szavazatok | Nézői szavazatok | Nézői szavazatok |
| Helyezés | Ország           | Pontszám         | Ország           | Pontszám         |
| -------- | ---------------- | ---------------- | ---------------- | ---------------- |
| 1.       | Kazahsztán       | 148              | Lengyelország    | 166              |
| 2.       | Lengyelország    | 112              | Spanyolország    | 104              |
| 3.       | Spanyolország    | 108              | Franciaország    | 84               |
| 4.       | Hollandia        | 105              | Hollandia        | 79               |
| 5.       | Észak-Macedónia  | 100              | Kazahsztán       | 79               |
| 6.       | Franciaország    | 85               | Olaszország      | 64               |
| 7.       | Ausztrália       | 82               | Szerbia          | 63               |
| 8.       | Örményország     | 70               | Oroszország      | 57               |
| 9.       | Olaszország      | 65               | Észak-Macedónia  | 50               |
| 10.      | Szerbia          | 46               | Fehéroroszország | 48               |
| 11.      | Fehéroroszország | 44               | Örményország     | 45               |
| 12.      | Írország         | 39               | Portugália       | 43               |
| 13.      | Grúzia           | 37               | Ausztrália       | 39               |
| 14.      | Ukrajna          | 28               | Írország         | 34               |
| 15.      | Oroszország      | 15               | Grúzia           | 32               |
| 16.      | Wales            | 9                | Ukrajna          | 31               |
| 17.      | Albánia          | 7                | Albánia          | 29               |
| 18.      | Málta            | 2                | Málta            | 27               |
| 19.      | Portugália       | 0                | Wales            | 26               |

## A szavazás és a nemzetközi közvetítések

### Pontbejelentők
A pontbejelentők között volt az olasz Maria Iside Fiore, aki 2017-ben képviselte országát, a tavalyi albán versenyző, Efi Gjika, a holland Anne Buhre, a szerb, Bojana Radovanović, valamint az ukrán Darina Krasnovetska.
| 1. Ausztrália - Szymon 2. Franciaország - Karolina 3. Oroszország - Alisza Hilko és Hrjusa 4. Észak-Macedónia - Magdalena 5. Spanyolország - Violeta Leal 6. Grúzia - Anasztaszia Garszevanisvili 7. Fehéroroszország - Emilia 8. Málta - Paula 9. Wales - Cadi 10. Kazahsztán - Arýjan Hafız | 1. Lengyelország - Marianna Józefina Piątkowska 2. Írország - Leo Kearney 3. Ukrajna - Darina Krasznovetszka 4. Hollandia - Anne Buhre 5. Örményország - Erik Antonjan 6. Portugália - Zofia 7. Olaszország - Maria Iside Fiore 8. Albánia - Efi Gjika 9. Szerbia - Bojana Radovanović |

## Térkép

Részt vevő országok
Országok, melyek korábban részt vettek, de ebben az évben nem

### Kommentátorok
| Ország             | Kommentátor                             | Közvetítő csatorna                                         |
| ------------------ | --------------------------------------- | ---------------------------------------------------------- |
| Albánia            | Andri Xhahu                             | RTSH                                                       |
| Ausztrália         | Pip Rasmussen, Drew Parker és Ava Madon | ABC Me                                                     |
| Egyesült Királyság | Ewan Spence                             | Fun Kids                                                   |
| Észak-Macedónia    | Eli Tanaskovska                         | MRT                                                        |
| Fehéroroszország   | Javhenij Perlin                         | Belarusz-1, Belarusz-24                                    |
| Franciaország      | Stéphane Bern és Sandy Héribert         | France 2                                                   |
| Grúzia             | Demetre Ergemlidze és Tamar Edilashvili | 1TV                                                        |
| Hollandia          | Buddy Vedder                            | NPO Zapp                                                   |
| Írország           | N/A                                     | TG4                                                        |
| Kazahsztán         | Kaldybek Zhaisanbai és Mahabbat Esen    | Habar                                                      |
| Lengyelország      | Artur Orzech                            | TVP1, TVP Polonia, TVP ABC                                 |
| Litvánia           | Artur Orzech                            | TVP Wilno                                                  |
| Málta              | N/A                                     | PBS                                                        |
| Olaszország        | Mario Acampa                            | RAI Gulp                                                   |
| Oroszország        | Anton Zorkin                            | Karuszel                                                   |
| Oroszország        | Vagyim Tyekmenyev és Lera Kudrjavceva   | NTV                                                        |
| Örményország       | Gohar Gasparyan                         | H1                                                         |
| Portugália         | Nuno Galopim                            | RTP1, RTP Internacional (élőben), RTP África (felvételről) |
| Spanyolország      | Tony Aguilar és Julia Varela            | La 1, TVE Internacional                                    |
| Szerbia            | Tijana Lukić                            | RTS2                                                       |
| Ukrajna            | Timur Miroshnychenko                    | UA:Persij                                                  |
| Wales              | Trystan Ellis-Morris (walesiül)         | S4C                                                        |
| Wales              | Stifyn Parri (angolul)                  | S4C                                                        |

## Lásd még
- 2019-es Eurovíziós Dalfesztivál
- 2019-es Fiatal Táncosok Eurovíziója
- 2019-es Eurovíziós Kórusverseny
- 2019-es Eurovíziós Ázsia-dalfesztivál